# Википедија на језику урду
Википедија на језику урду или Википедија на урдуу јест издање Википедије, слободне енциклопедије, на језику урду које данас има -1 чланака и заузима 84. место на списку језичких издања Википедије према броју чланака.